# Виола, Йожеф
Йожеф Виола (венг. József Viola; 10 июня 1896, Комаром — 18 августа 1949, Болонья) — венгерский футболист и тренер; после нескольких сезонов в Италии принял итальянское гражданство и выступал под именем Джузеппе Виола (итал. Giuseppe Viola). В некоторых источниках приводится другой вариант фамилии игрока — Виолак, а Виола — фамилия, уже полученная в Италии. Виола — один из немногих тренеров в итальянском футболе, который одновременно работал сразу в двух командах, в сезоне 1938/1939 тренировал «Милан» и был техническим директором в «Специи». Также знаменит тем, что тренировал три самых титулованных клуба Италии — «Ювентус», «Интер» и «Милан».

## Карьера
Виола начал свою карьеру в клубе «Тёреквеш», представлявшем министерство железнодорожного транспорта Будапешта. В 1920 году клуб занял высокое 4-е место в чемпионате Венгрии, а Виола был вызван в национальную сборную, которая солнечным майским днём играла против команды Австрии и завершила матч вничью 2:2, этот матч был единственным для Виолы в футболке национальной команды, хотя позже он играл в неофициальных матчах за сборную с командами Южной Германии, провинции Бранденбург и Центральной Германии. Летом 1920 года один немецкий бизнесмен создал Венгерскую Профессиональную команду, куда вошли множество известных венгерских футболистов. По идее немца, команда должна была совершить турне по Европе, выступая в товарищеских матчах за деньги, но, к сожалению, идея не состоялась: команда венгров не имела успеха у зрителей и всего через несколько недель была расформирована, а игроки, не получившие свои законные деньги даже за этот маленьких срок, были вынуждены добиваться выплат в суде. Игроки должны были вернуться в свои команды, но многие не пожелали возвращаться в Венгрию, точно так же поступил и Виола, который остался в Германии и стал выступать за клуб «Берлинер», выступавший в лиге Бранденбурга.
После сезона в Германии Виола уехал в Италию, где присоединился к клубу «Фиренце», действуя на позиции играющего тренера команды, после «Фиренце» Виола уехал в клуб «Специя», который в первый сезон Виолы в клубе опустился во второй дивизион, а во второй сезон поднялся в первый. В 1925 году главный тренер «Ювентуса», венгр Йенё Карой, пригласил Виолу к себе в клуб, который нуждался в физически сильном, но обладающем техникой и первым пасом игроке, всё это было у Виолы. Когда умер Карой, в финальной встрече с клубом «Альба» Виола был лучшим на поле, играя за своего друга и тренера, приведшего его в клуб, «Ювентус» в той встрече победил. Несмотря на успехи в чемпионском сезоне, в следующем году Виола чаще оказывался на скамье запасных, чем выходил на поле, и провёл в сезоне лишь 12 матчей. В сезоне 1927/1928 Итальянская федерация футбола, с подачи закона, принятого профашистским парламентом Италии, запрещает играть в футбол иностранным игрокам; множество футболистов-легионеров уезжает из Италии, но многие и остаются, с помощью руководства своих клубов принимая итальянское гражданство, так сделал и Виола, имевший итальянские корни и который, к тому времени, уже перестал играть и сосредоточился на тренерской работе в «Ювентусе», с которым занял 3-е место. После сезона в клубе «Амброзиана», в котором Виола с клубом занял лишь 6-е место, венгр вернулся в «Ювентус», но уже в качестве игрока, но клуб снова занял 3-е место, любопытно, что чемпионом стал бывший клуб Виолы — «Амброзиана».
В 1930 году Виола окончательно покинул ряды «Старой синьоры» и ушёл играющим тренером в клуб серии B «Аталанту», в котором окончательно завершил карьеру игрока и сосредоточился на карьере тренера, но в «Аталанте» не смог выполнить главную задачу — выйти в серию А. В 1933 году Виола был назначен тренером «Милана», но команда провалилась, заняв 11-е место, конечно, Виола был уволен. После «Милана» Виола тренировал «Виченцу», игравшую в серии С. В 1936 году Виола пришёл в «Лацио», в первый же сезон с клубом Виола занял второе место в чемпионате Италии, дошёл до полуфинала кубка и вышел в финал Кубок Митропы, в котором проиграл соотечественникам из «Ференцвароша». В последующие годы, правда, команда продолжала «болтаться» в середине турнирной таблицы. В 1938 году Виола вновь возглавил «Милан» (в должности технического директора, но имеющего права наравне с главным тренером), любопытно, что одновременно с этим венгр выполнял функции технического директора «Специи». В предвоенные годы «Милан» был твёрдым середняком чемпионата Италии, таким он остался и при Виоле. Затем Виола работал в клубе «Ливорно», дважды подряд занимая 13-е место в серии А.
Вторая мировая война временно оставила Виолу без работы, но с её окончанием он возобновил тренерскую деятельность, возглавив клуб «СПАЛ 1907». Затем работал в клубе «Болонья», с которой занял 5-е место в серии А. Последним клубом в карьере Виолы стал клуб «Комо», с которым он занял 3-е место в серии B. После этого Виола вернулся в Болонью, где скончался 18 августа 1949 года.

## Достижения
- Чемпион Италии: 1926